# A un passo da te (Mina e Adriano Celentano)
A un passo da te è un singolo dei cantanti italiani Mina e Adriano Celentano pubblicato il 6 gennaio 2017 come secondo estratto promozionale dall'album Le migliori.

## Descrizione
Scritta da Fabio Ilacqua e arrangiata da Adriano Celentano e Celso Valli, il brano è una divertente canzone d'amore che gioca con ironia sulle dinamiche che intercorrono nel rapporto tra due amanti in bilico tra ragione e sentimento.

## Video musicale
Il videoclip, quasi tutto in bianco e nero, è stato diretto da Gaetano Morbioli e pubblicato su Youtube il 6 gennaio 2017. Nel video si alternano paesaggi presi dalla quotidianità di varie metropoli del mondo e immagini di repertorio dei due artisti che emergono sui muri e sui cartelloni pubblicitari sparsi per le città. La clip ha ricevuto un grandissimo successo tanto da raggiungere più di 100 milioni di visualizzazioni su YouTube.

## Tracce
Download digitale
1. A un passo da te – 4:31

## Formazione
- Mina - voce[6]
- Adriano Celentano - voce, missaggio
- Mattia Tedesco - chitarra acustica, chitarra elettrica
- Celso Valli - arrangiamento, programmazione, basso, pianoforte, tastiere, direzione
- Fabio Ilacqua - composizione, produzione, coro
- Pino Pischetola - missaggio
- Giordano Mazzi - programmazione, computer, edizione
- Marco Borsatti - registrazione
- Valentino Corvino - violino solista